# Blåtårn (Sønderborg Slot)
 Denne artikel omhandler Blåtårn i Sønderborg. Opslagsordet har også en anden betydning, se Blåtårn.
Blåtårn var et tårn bygget omkring 1350 som en udvidelse af fæstningen Sønderborg Slot. Tårnet blev revet ned igen i 1755. 
Ifølge overleveringen var det i dette blåtårn at Christian 2. blev holdt fanget i 17 år. 
54°54′24.74″N 9°47′2.05″Ø / 54.9068722°N 9.7839028°Ø